# The Sun Shines Bright
The Sun Shines Bright is een Amerikaanse filmkomedie uit 1953 onder regie van John Ford. Het scenario is gebaseerd op verschillende verhalen van de Amerikaanse auteur Irvin S. Cobb. De film werd destijds in Nederland uitgebracht onder de titel De zon schijnt voor iedereen.

## Verhaal
In Fairfield wordt een nieuwe rechter verkozen. De geliefde rechter William Pittman Priest stelt zich opnieuw kandidaat. Tijdens de verkiezingsstrijd wordt hij geconfronteerd met enkele controversiële zaken. De rechter hecht meer belang aan gerechtigheid dan aan zijn herverkiezing.

## Rolverdeling
| Acteur            | Personage              |
| ----------------- | ---------------------- |
| Charles Winninger | William Pittman Priest |
| Arleen Whelan     | Lucy Lee Lake          |
| John Russell      | Ashby Corwin           |
| Stepin Fetchit    | Jeff Poindexter        |
| Russell Simpson   | Dr. Lewt Lake          |
| Ludwig Stössel    | Herman Felsburg        |
| Francis Ford      | Feeney                 |
| Paul Hurst        | Sergeant Jimmy Bagby   |
| Mitchell Lewis    | Sheriff Andy Redcliffe |
| Grant Withers     | Buck Ramsey            |
| Milburn Stone     | Horace K. Maydew       |
| Dorothy Jordan    | Moeder van Lucy Lee    |
| Elzie Emanuel     | U.S. Grant Woodford    |
| Henry O'Neill     | Joe D. Habersham       |
| Slim Pickens      | Sterling               |